# 351976 Borromini
351976 Borromini este o planetă minoră (asteroid) din centura de asteroizi. A fost descoperită pe 23 octombrie 2006 la  de Vincenzo Silvano Casulli⁠(d) și a fost numită după Francesco Borromini. 
Obiectul prezintă o orbită caracterizată de o semiaxă mare de 3,0393256332299 UAi, o excentricitate de 0,16309999594403, o înclinație de 6,5774021505194 ° în raport cu ecliptica.